# Зверинец (фильм, 1967)
«Звери́нец» (бенг. চিড়িয়াখানা, Chiriyakhana) — индийский детективный фильм режиссёра Сатьяджита Рая, снятый на бенгальском языке и выпущенный в прокат 29 сентября 1967 года.

## Сюжет
Сюжет фильма вращается вокруг бывшего судьи, который после отставки становится начальником колонии на окраине Калькутты, основанной для проживания бывших заключённых. Однажды судья был убит при загадочных обстоятельствах, вслед за этим следует убийство глухонемого свидетеля. Местная полиция привлекает к расследованию близкого друга судьи, детектива Бакши.

## В ролях
| Актёр               | Роль                     |
| ------------------- | ------------------------ |
| Уттам Кумар         | детектив Бакши           |
| Калипада Чакраварти | Пашиклал                 |
| Нрипати Чаттерджи   | Мушкил Миа               |
| Субхенду Чаттерджи  | Биджой                   |
| Субрата Чаттерджи   | Наджар Биби              |
| Нилотпал Дей        | инспектор                |
| Джахар Гангули      | Рамен Муллик             |
| Шьямал Гхошал       | доктор Бхуджангадхар Даш |
| Банким Гхош         | Браджадаш                |
| Каника Маджумдар    | Дамаянти                 |

## Награды
| Награды и номинации | Награды и номинации     | Награды и номинации | Награды и номинации | Награды и номинации |
| Год                 | Премия                  | Категория           | Номинирован(а)      | Итог                |
| ------------------- | ----------------------- | ------------------- | ------------------- | ------------------- |
| 1968                | Национальная кинопремия | Лучшая режиссура    | Сатьяджит Рай       | Победа              |
| 1968                | Национальная кинопремия | Лучшая мужская роль | Уттам Кумар         | Победа              |